# لغة أرمنية قديمة
اللغة الأرمنية القديمة هي المرحلة المبكرة غير الموثقة من اللغة الأرمنية والتي أعاد اللغويون بناؤها. وبما أن اللغة الأرمنية هي اللغة الوحيدة المعروفة من فرعها من اللغات الهندو أوروبية، فلا يمكن استخدام الطريقة المقارنة لإعادة بناء مراحلها السابقة. استخدم علماء اللغويات الجمع بين إعادة البناء الداخلي والخارجي، من خلال إعادة بناء اللغات الهندو أوروبية البدائية وغيرها من الفروع، مما سمح لهم بتجميع التاريخ السابق للغة الأرمنية.

## تعريف
يعتقد أن اللغة الأرمنية القديمة تشمل مجموعة متنوعة من المراحل المبكرة للأرمنية والتي تجمع بين الهندو أوروبية البدائية وأقدم الشهادات للأرمنية الكلاسيكية.
| فطيرة | الأرمنية | التطورات الخاصة                                                                |
| ----- | -------- | ------------------------------------------------------------------------------ |
| *أ    | ⟨ա⟩      |                                                                                |
| *هـ   | ⟨է⟩      | ⟨ա⟩ (المجاورة لـ *h2 )؛ ⟨ի⟩ (قبل h₁ أو الأنف)؛ ⟨օ⟩ (بعد *h₃ )؛ ⟨ու⟩ (قبل *h₃ ) |
| *أنا  | ⟨ի⟩      |                                                                                |
| *و    | ⟨օ⟩      |                                                                                |
| *و    | ⟨ու⟩     |                                                                                |

## وصلات خارجية
- شجرة عائلة اللغات الهندو أوروبية، تُظهر اللغات الهندو أوروبية والفروع الفرعية
- صورة للهجرات الهندو أوروبية من المرتفعات الأرمنية

قالب:Armenian language